# Afskedens time
Afskedens time er en dansk film fra 1973, instrueret af Per Holst.

## Handling
Michael Jakobsen er en fornuftig mand med et godt job som kontorchef og en sød kone derhjemme. Men da han bliver fyret fra jobbet og holder det skjult fra konen, bliver det begyndelsen på en alvorlig ødelæggende nedtur. Da han i kraft af sin ekstra fritid får mistanke om, at hans kone er ham utro, slår det for alvor klik for den ellers så rolige og kontrollerede mand.

## Medvirkende
- Ove Sprogøe som  Michael Jacobsen
- Bibi Andersson som  Elsa, Jacobsens kone
- Martin Sne som  Johannes, Jacobsens ældste søn
- Charlotte Klæbel som  Jacobsens datter
- Michael Petersen som Jacobsens yngste søn
- Jørgen Kiil som  Direktør Petersen
- Claus Nissen som  Nabo
- Yvonne Ingdal som  Nabo
- Jørgen Teytaud som  Psykolog
- Peter Ronild som  Onkel Georg
- Lene Vasegaard som  "Kaninpige"
- Ulla Koppel som Sekretær
- Chris Mærsk som  Kriminalassistent
- Holger Vistisen som  Jacobsens kollega
- Erik Feldtskov som  Frederiksen Jacobsens kollega
- Lizzie Corfixen
- Calma Jensen
- Henry Jessen